# Peter Steffensen
Peter Buur Steffensen (4 de diciembre de 1979) es un jugador de bádminton danés.

## Vida y Carrera Deportiva
Peter Steffensen nació y se crio en un pueblo al oeste de Jutlandia cerca de Herning. Ha vivido en Copenhague desde el 2001 y tiene una formación académica profesional en pedagogía.  Como jugador, Peter estuvo jugando profesionalmente desde el 2001 hasta el 2009 en el Equipo Nacional de Bádminton de Dinamarca, donde jugó dobles junto con Jonas Rasmussen, Mathias Boe y Thomas Laybourn ganando varios títulos internacionales en Europa en Suecia, Grecia y Países Bajos. Ganó dos títulos juveniles de Dinamarca en el año 2001, incluyendo la Internacional de Croacia. En 2002 ganó en el Islandia Internacional y en el internacional holandés de 2003. En el 2005 hizo parte de la nómina de jugadores que representó a Dinamarca en el IBF World Championships en Estados Unidos . Ganó las semifinales, En 2006 tuvo éxito en el Internacional de Italia, Bulgaria y Finlandia, lográndose posicionar como el número 10 en el mundo. En 2008 ganó en el Internacional Sueco de Estocolmo. Actualmente se desempeña como entrenador en varios de los clubes daneses de Bádminton, teniendo experiencia en la formación de Lillerød y KBK Copenhague, donde se desempeñó como Entrenador Jefe superior para la primera división.

## Éxitos deportivos
| Temporada | Evento                          | Modalidad | Lugar | Nombre                                               |
| --------- | ------------------------------- | --------- | ----- | ---------------------------------------------------- |
| 1995/1996 | DM U17                          | MD        | 1     | Peter Steffensen, Herning / Jesper Woldenhof, Viby J |
| 1995/1996 | DM U17                          | MX        | 1     | Peter Steffensen, Herning / Britta Andersen, Viby J  |
| 2001      | Croatian International          | MX        | 1     | Peter Steffensen / Lene Mørk                         |
| 2002      | Iceland International           | MX        | 1     | Peter Steffensen / Karina Sørensen                   |
| 2002      | Iceland International           | MD        | 1     | Dennis Jensen / Peter Steffensen                     |
| 2003      | Dutch International             | MX        | 1     | Peter Buur Steffensen / Helle Nielsen                |
| 2005      | Campeonato Mundial de Bádminton | MX        | 33    | Peter Steffensen / Lena Frier Kristiansen            |
| 2006      | Bulgarian International         | MD        | 1     | Rasmus Andersen / Peter Buur Steffensen              |
| 2006      | Finnish International           | MD        | 1     | Jonas Rasmussen / Peter Steffensen                   |
| 2006      | Italian International           | MX        | 1     | Peter Buur Steffensen / Mette Schjoldager            |
| 2008      | Swedish International Stockholm | MD        | 1     | Rasmus Andersen / Peter Buur Steffensen              |
| 2008      | Swedish International Stockholm | MX        | 1     | Peter Buur Steffensen / Julie Houmann                |